# Kenek
Kenek, nekadašnje selo Yurok Indijanaca koje se nalazilo na donjem toku rijeke Klamath u Kaliforniji, pet ili šest milja od ušća Trinitya, njegove lijeve pritoke. Swanton ga locira na južnoj obali rijeke. Selo nije imalo značajnije uloge u povijesti Yuroka, nego u njihovoj plemenskoj mitologiji. 
Kenek je njihovo vlastito ime toga sela, dok su ga Karoki nazivali Shwufum.